# División de la asamblea
En el procedimiento parlamentario, una división de la asamblea, división de la casa, o simplemente división es un método para tomar una mejor estimación de un voto que un voz de voto. Normalmente, se toma una división cuando se cuestiona el resultado de una votación por voz o cuando se requiere una votación de dos tercios.
Una división también se llama voto creciente, donde los miembros se levantan de sus asientos. De acuerdo con las Reglas de Orden de Robert revisadas recientemente (RONR), los números a favor y en contra no se cuentan en una división. Sin embargo, pueden ser contados por orden del presidente o por orden de la asamblea por mayoría de votos. El conjunto también puede tener una regla de que la división se cuenta.
Históricamente, y a menudo todavía hoy, los miembros están literalmente divididos en grupos físicamente separados. Este era el método usado en el senado romano, y ocasionalmente en la democracia ateniense. Las cámaras del parlamento del sistema de Westminster tienen grupos separados de la división para los "Ayes" y "Noes" para facilitar división física. En varias asambleas, se emite una campana de división en todo el edificio cuando se produce una división, con el fin de alertar a los miembros que no están presentes en la cámara

## Australia

### Cámara de Representantes
En la Cámara de Representantes de Australia las divisiones siguen una forma similar a la del Reino Unido, pero los requisitos son generalmente más estrictos. Por ejemplo, un miembro en la Cámara cuando los cajeros son nombrados debe votar, mientras que un miembro no presente entonces no puede. Además, los miembros deben votar de acuerdo a sus votos de voz. 
El voto de voz se celebra como en la Cámara de los Comunes británica. Si un Miembro se opone, entonces las campanas de división se tocan en toda la finca Parlamentaria. Cuando no han pasado menos de cuatro minutos desde que se formuló la pregunta, el Presidente ordena que se cierren las puertas de la Cámara y ordena que los Ayes se dirijan al lado derecho de la Cámara y que los Noes se hagan a la izquierda. Los miembros toman asiento en el lado apropiado de la Cámara, en lugar de entrar en un lobby, y luego el Presidente nombra cajeros para cada lado, a menos que menos de cinco miembros estén sentados de un lado, en cuyo caso el Presidente invita a la división y declara El resultado para el lado con el mayor número de Miembros. Si la división continúa, los escrutadores cuentan y registran los nombres de los miembros. El Presidente anuncia el resultado, pero no vota a menos que haya una igualdad de votos.

### Senado
En el Senado de Australia, se sigue un procedimiento similar al de la Cámara de Representantes. La votación de la voz se toma, y, si dos senadores objetan, una división se sostiene. Los senadores toman asientos a la derecha oa la izquierda de la Cámara como en la Cámara, y el Presidente del Senado nombra a un cajero para que cada parte registre los votos. El Presidente puede votar declarando al Senado la parte en la que se propone votar. Si el resultado de la división es una igualdad de votos, entonces la moción está en todos los casos en desacuerdo.

## Canadá
El procedimiento utilizado en la Cámara de los Comunes de Canadá es similar al de la Cámara de los Comunes británica, con algunas diferencias. El Presidente lee la pregunta en voz alta, y luego pregunta: "¿Es el placer de la casa para adoptar la moción?", si alguien afirma, el Presidente declara entonces "todos los que están a favor de la moción por favor digan sí". Después de los gritos de "sí", el Presidente dice que "todos los que se oponen hablen por favor", y todos los miembros que se oponen a la pregunta gritan "no" de una vez. El Presidente anuncia su opinión sobre el resultado de la votación. Si cinco o más diputados cuestionan la opinión del Presidente, sigue una división formal. 
El Presidente invoca una división formal para "llamar a los miembros". Las campanas se tocan en los edificios del Parlamento durante 15 o 30 minutos para permitir a todos los diputados actuales el tiempo de entrar en la cámara y tomar sus asientos. La división comienza con los diputados tanto del gobierno como de la oposición oficial inclinándose ante el Presidente y entre sí antes de volver a sus asientos.
No hay lobbies de división en la Cámara de los Comunes, por lo que cada miembro vota simplemente levantándose de su asiento. Los votos "Sí" se registran primero, seguidos por los votos "No", por orden del Presidente. Finalmente, el secretario de la casa lee el resultado de la votación en voz alta al Presidente.

## Alemania

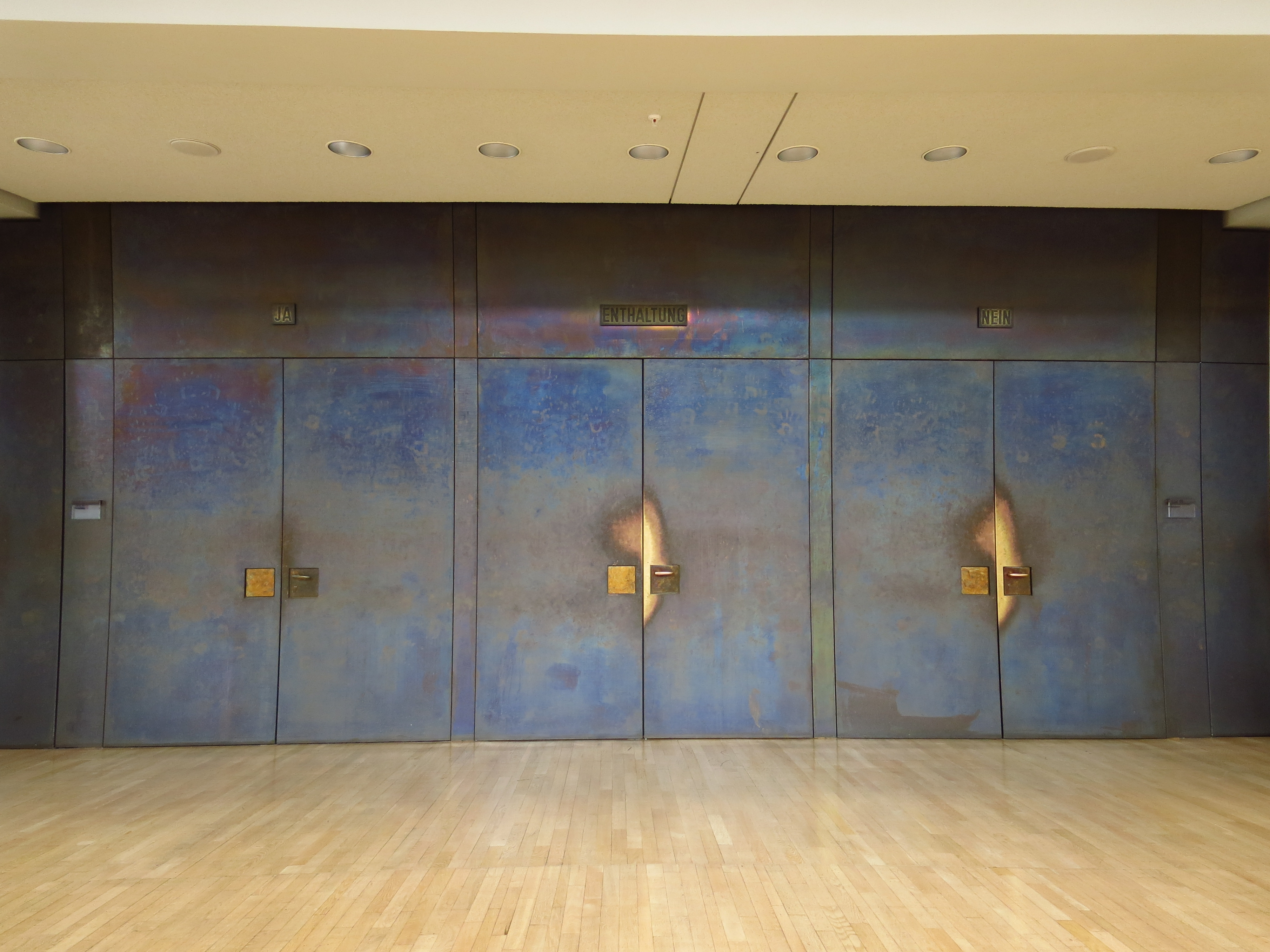
Tres puertas marcadas con "Sí", "Abstención" y "No" en el Landtag de Renania del Norte-Westfalia

En el Bundestag alemán y en algunos parlamentos estatales, el presidente puede pedir el llamado Hammelsprung (literalmente denominado como el salto de carnero) si una mayoría indiscutida no pudiera ser establecida por cualquiera de los diputados levantando la mano o de pie para emitir su voto. 
En este procedimiento de votación los diputados abandonan la sala plenaria y vuelven a entrar por una de las tres puertas designadas para "sí", "no" o "abstención".
Según el diccionario de Duden, la expresión se refiere a los MPs que se agrupan como ovejas detrás de su(s) respectivo(s) gemelo(s) antes de volver a entrar en la cámara. El procedimiento fue introducido en 1874 por un vicepresidente del Reichstag. En 1894, el arquitecto del nuevo edificio del Reichstag hizo referencia al Hammelsprung: por encima de la puerta del "sí", representó a Ulises ya sus amigos que escapaban de Polifemo.

## Irlanda
En Dáil Éireann, la cámara baja del Oireachtas, una división es un conteo formal que se puede pedir si diez o más TDs consideran un voto de voz insuficiente. El procedimiento para las divisiones se especifica en las órdenes permanentes 68-75. El Ceann Comhairle (presidente) pone la pregunta y los TDs (diputados) presentes dicen la palabra irlandesa Tá (sí) o Níl (no), respectivamente, si están de acuerdo o en desacuerdo. El Ceann Comhairle da una opinión sobre el voto de voz; Un TD puede exigir una división llamando a Vótáil (votación). [cita requerida]Si menos de diez TDs piden una división, el Ceann Comhairle les pide que se levanten en sus lugares; Sus nombres están registrados en la revista, pero la decisión original está en pie. De lo contrario, el Ceann Comhairle llama a Vótáil, que inicia el proceso de votación. La campana de la división suena alrededor de Leinster House y los edificios anexos de Oireachtas, llamando TDs a la cámara para votar. Las campanas suenan durante seis minutos y las puertas de la cámara se bloquean después de otros cuatro minutos.
El Ceann Comhairle entonces nombra dos escrutadores para cada lado y los diputados presentes tienen un minuto para votar. La votación es generalmente electrónica, con los diputados que presionan el botón de Tá o de Níl en sus escritorios. Después de que el tiempo de votación haya concluido un Documento de División registrando el resultado y el voto de cada TD es firmado por los cuatro escrutadores y entregado al Ceann Comhairle, quien declara el resultado. El voto electrónico se introdujo en 2002. La práctica tradicional de votar ingresando físicamente a los lobbies de división se conserva para algunos votos simbólicamente importantes: mociones de confianza y nominación de Taoiseach y ministros del gabinete. Desde 2016, en un esfuerzo por reducir los retrasos, la mayoría de las divisiones físicas se aplazan hasta el "tiempo de división semanal" los jueves cuando se toman uno tras otro. Aunque anteriormente se hizo voto físico para la elección del Ceann Comhairle, desde 2016 esto ha sido por votación secreta, con voto físico solo para una elección incontestada. Un grupo de por lo menos 20 TDs puede exigir una repetición no electrónica de un voto electrónico, una táctica que los partidos de la oposición a veces utilizan para aumentar la cobertura de los medios de los votos mayores. Una actualización de verano de 2016 al sistema de votación electrónica permitió un cambio en las órdenes permanentes de forma que los TD pudieran tener una abstención de votar formalmente registrada; Para otros fines se trata lo mismo que no votar.[cita requerida]
Cabe destacar que en 1969, cuando Jack Lynch solicitó la designación del Dáil para ser designado Taoiseach por el Presidente, después de que se llamara a la división y se cerraron las puertas, las campanas siguieron sonando y varios diputados de Fianna Fáil entraron posteriormente en la cámara a través de un desbloqueado puerta. Después de que otros diputados objetaron, el Ceann Comhairle volvió a llamar a la división. Lynch ganó la nominación 74 votos a 66.
En Seanad Éireann, la cámara alta, un procedimiento similar está establecido por las órdenes permanentes 56-63. El sonido retransmitido de la campana para las divisiones de Seanad difiere del de la campana de Dáil.[cita requerida]

## Nueva Zelanda
En la Cámara de Representantes de Nueva Zelanda, la división de la asamblea ocurre cuando el resultado de una votación por voz sobre una moción es dividida, y un miembro no está de acuerdo con la llamada del Presidente. Hay dos métodos para manejar una división: un voto de partido y un voto personal.
Un voto del partido es el método más común, y ocurre para las ediciones del non-conscience y algunas ediciones de la conciencia. En este método, el Secretario de la Cámara lee el nombre de cada partido en orden del número de escaños que tiene cada partido, empezando por el partido más grande, seguido por cualquier miembro independiente y cualquier miembro que desee cruzar la sala. Un miembro del partido (generalmente un látigo) responderá al nombre de su partido indicando cuántos miembros del partido están a favor o en contra. El Secretario registra los votos y da los resultados al Presidente, quien declara el resultado. Un voto partido partido es una variación del voto del partido, utilizado para algunos problemas de conciencia. La principal diferencia es que los miembros votantes declaran cuántos miembros de su partido están a favor y cuántos miembros se oponen, y una vez que la votación se completa, debe presentar una lista de los miembros del partido y cómo votaron.
Un voto personal se utiliza principalmente para cuestiones de conciencia, y sigue procedimientos similares a otros sistemas de Westminster. En el caso de una votación personal, las campanas de la división se tocan durante siete minutos, y después de que las campanas se detengan, los miembros son instruidos para moverse a uno de dos pasillos, "Ayes" o "Noes", para tener su voto registrado como tal. Una vez que todos los votos son contados, los resultados son entregados al orador que declara el resultado.
Una división inusual ocurrió el 30 de agosto de 2012, con un voto de conciencia de tres vías sobre la edad legal de beber de Nueva Zelanda. Todos los miembros fueron dirigidos al vestíbulo de Noes, donde el Secretario de la Cámara registró el voto de cada miembro (ya sea para mantener la edad de 18 años, aumentar la edad a 20 o aumentar la edad fuera de licencia a 20, A los 18) cuando volvían a entrar en la cámara principal de debate. Los votos fueron contados y devueltos al Presidente, quien declaró los resultados como 50 votos por 18 años, 38 votos por 20 años, y 33 votos por una división 18/20. Como ninguna opción adquirió la mayoría de 61 votos necesaria, la opción con el número más bajo de votos (división 18/20) fue abandonada, y los miembros votaron nuevamente según un voto personal normal, usando el lobby de Ayes durante 18 años y el lobby de Noes por 20 años.

## Reino Unido

### Cámara de los Comunes
En la Cámara de los Comunes, el Presidente dice: "La cuestión es que ...", luego plantea la pregunta. A continuación, él / ella dice: "Todos los que son de esa opinión dicen Aye". Luego, después de gritos de "Sí", dice, "por el contrario, No", y gritos similares de "No" pueden seguir. Si un lado tiene claramente más apoyo, entonces el Presidente anuncia su opinión sobre el ganador, declarando, por ejemplo, "Creo que los Ayes lo tienen". De lo contrario, el Presidente declara una división.
Cualquier miembro puede oponerse a la determinación del Presidente. Si el orador considera que la división es innecesaria, primero puede pedir a los que apoyan su determinación de votar por voz que se levante, y luego pedir que se levanten los que se oponen a la opinión. Entonces, el Presidente puede declarar que su decisión sobre la votación de la voz está vigente, o proceder a una división.
Si se va a tomar una división, el Presidente primero declara: "División! Como todo procedimiento parlamentario, hay una razón histórica para la tradición. En este caso fue una división que tuvo lugar el 27 de febrero de 1771 cuando un no diputado (conocido como un "extraño"), uno Thomas Hunt, fue incluido en el voto de "Noes".  Posteriormente resultó que había votado varias veces anteriormente. La campana de la División suena a través de la propiedad parlamentaria, así como varios edificios en las inmediaciones, como restaurantes y pubs (Para una lista completa ver Campanas externas). Los lobbies están libres de extraños, hoy en día principalmente periodistas que tienen acceso al Lobby, pero históricamente podrían haber sido miembros del público. Las campanas de la División notifican a los miembros que no están actualmente en la cámara que una votación está por comenzar. Un desarrollo reciente ha sido el uso de buscapersonas y teléfonos móviles por látigos de partido, para convocar a miembros de más lejos.
A dos minutos de la división, el Presidente vuelve a plantear la cuestión a la Cámara. Si está claro que todavía se requiere una división, el Orador anuncia a los Cajeros, dos para los "ayes" y "nos". Estos son nombrados por los que votan. Los escrutadores son automáticamente incluidos en el recuento de votantes. Algunas fuentes parlamentarias informarán de la votación.
Los diputados tienen que caminar a través de uno de los dos Lobbies de la División a ambos lados de la Cámara y dar su nombre a los Oficiales de División al final de los respectivos Lobbies para votar. Luego son contados por los Cajeros cuando salen del Lobby. Los Whips mantienen la verificación de qué diputados entran en el Lobby y tratan de persuadirlos de entrar en el Lobby que la Parte desearía que ingresaran. 
Se prohíbe a un diputado votar sobre cualquier asunto en el que tenga un interés financiero directo. Para actuar como descalificación, el asunto debe ser inmediato y personal y no un asunto general o remoto.  Un ejemplo podría ser que un miembro está descalificado de votar sobre la legislación que afecta a las rentas que pueden cobrar los propietarios, si ese miembro posee propiedades que alquila.
Los azotes han sido históricamente brutales con los diputados para asegurar su voto. Las oficinas del látigo hasta el día de hoy muestran los látigos que antes se utilizaban para "alentar" a los diputados a votar según su línea partidaria.
Originalmente,  había pero un lobby. En Un Manual de Práctica Parlamentaria, Thomas Jefferson escribe:

El partido sale y el otro permanece en la Cámara. Esto ha hecho importante que salga y que permanezca; Porque éstos ganan a todos los indolentes, los indiferentes y los desatentos. Su regla general es, por lo tanto, que aquellos que dan su voto para la preservación de las órdenes de la Cámara, se quedan en, y los que son para introducir cualquier nueva materia o alteración, o proceder contrario al curso establecido, van a salir .

Después del incendio de 1834, la Cámara de los Comunes Cámara fue reconstruida. En ese momento, se añadió un segundo vestíbulo.
Ocho minutos después de que la pregunta haya sido puesta por primera vez, el Presidente declara: "Cierre las Puertas". Las entradas del vestíbulo están bloqueadas, y solo las personas dentro de los Lobbies pueden seguir votando. 
Después de que todos los miembros hayan votado en los lobbies, los totales de los votos están escritos en una tarjeta y los números son leídos a la Casa por los Cajeros. El Presidente anuncia estos números por segunda vez, anunciando el resultado final diciendo: "Los Ayes / Noes lo tienen, los Ayes / Noes lo tienen". El Presidente no vota, excepto en el caso de un empate y luego solo estrictamente de acuerdo con el precedente. Esto significa que el Presidente votará de acuerdo con estos principios: 
- La legislación permanece sin cambios a menos que haya una mayoría en favor de la enmienda,
- Se permite que la legislación pase a la siguiente etapa a menos que haya una mayoría en favor del rechazo, y
- Todas las demás mociones son rechazadas a menos que haya una mayoría en favor del paso.

Los miembros pueden indicar, pero no registrar, una abstención al permanecer en sus asientos durante la división. Aunque la práctica es tradicionalmente mal visto, los diputados también pueden pasar a través de ambos lobbies, registrando efectivamente su abstención.
Está estipulado que todos los miembros del parlamento deben permanecer en o alrededor de los locales de la Cámara de los Comunes hasta que el asunto principal del día haya terminado, sin embargo por mucho tiempo que pueda ser. En el improbable caso de que menos de cuarenta miembros participen en la división (incluyendo el orador y los cajeros), la división es declarada "indagatoria", la cuestión se pospone hasta la siguiente sesión, y la Cámara procede al siguiente asunto.

La naturaleza de las divisiones en la Cámara de los Comunes es una que tradicionalmente podría pasar bien en la noche, a veces pasada la medianoche. Sin embargo, en el año 2000 la Cámara introdujo, con carácter experimental, el procedimiento de las "Divisiones Diferidas". Esencialmente, algunas divisiones se retrasan hasta el próximo miércoles. El procedimiento se utiliza para muy pocos asuntos; La mayoría de las divisiones todavía ocurren normalmente. 
Ha habido sugerencias de que el voto electrónico puede ser más fácil y más rápido que hacerlo físicamente a través de un grupo de presión de la división. Sin embargo, los diputados han encontrado a menudo que una división es la mejor manera de interactuar para los miembros mayores del gobierno. Y puede considerarse una manera de resolver los problemas de los miembros de los constituyentes.
Hay dos variaciones a la práctica normal de una votación MP al caminar por el vestíbulo respectivo.

#### Asintiendo con la cabeza
Ha habido casos en los que los miembros del Parlamento se desplazan desde muy lejos para votar por su partido en una votación crucial. Para los miembros que están demasiado enfermos para llegar al lobby, hay un procedimiento llamado "asintiendo" a condición de que los escrutadores estén de acuerdo. Los látigos se asegurarán de que el nombre del MP se añada a la lista de votantes. Solo hay dos condiciones. El MP debe estar dentro del recinto del Palacio de Westminster, y debe estar vivo.

#### Emparejamiento
'Emparejamiento' es un acuerdo entre dos diputados opositores, donde ambos acuerdan no participar en ninguna división porque sus votos se cancelarían mutuamente de todos modos. Los acuerdos de emparejamiento pueden durar desde los días hasta la vida del Parlamento (ahora fijados en cinco años). Todos los emparejamientos tienen que ser registrados con los látigos del partido de modo que sepan no perseguir a su miembro para no votar.

### Casa de los Lores

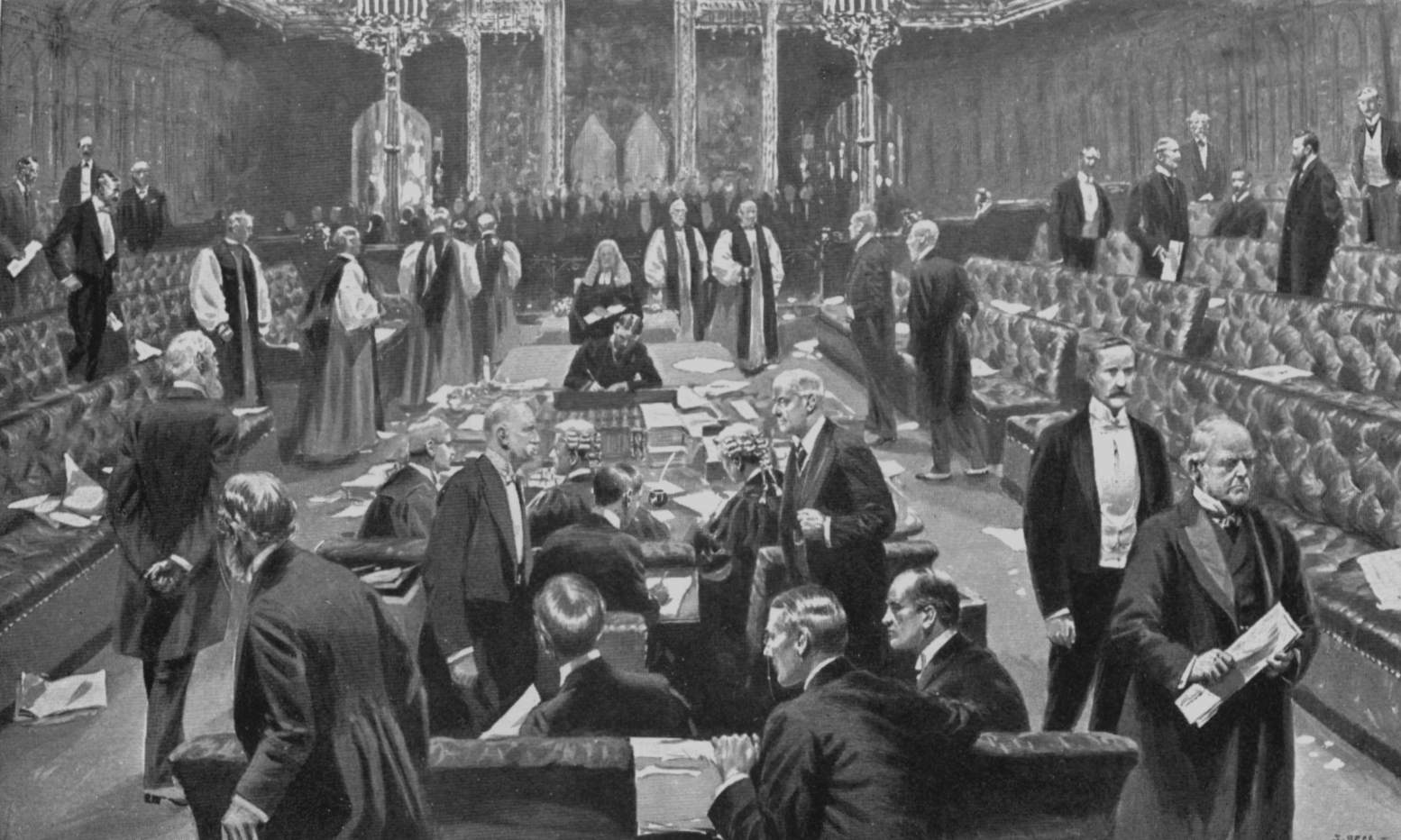
Un voto importante: la Cámara de los Lores votando por la Ley del Parlamento de 1911. Del dibujo de S. Begg

En la Cámara de los Lores, el Señor Orador propone la cuestión y anuncia el resultado como en los Comunes, pero sustituye "No" por "Contenido" por "Sí" y "No Contenido". Un Señor puede oponerse a la determinación del Señor Orador. El Señor Orador entonces anuncia una división declarando: "¡Borrar la barra!" El Bar de la Casa es entonces despejado. Los cajeros se nombran como en los comunes. 
Tres minutos después de que se propusiera por primera vez la pregunta, el Señor Orador propone nuevamente la cuestión como antes. Si su opinión no es cuestionada, entonces la cuestión se decide sin una división. Pero si su decisión es una vez más disputada, el Señor Orador puede volver a hacer la pregunta. La pregunta puede ser repetida tantas veces como quiera el Señor Orador; El proceso se conoce como "recoger las voces". Pero si un solo Señor mantiene una objeción, el Señor Orador, al no tener el poder del Presidente para declarar una división innecesaria, debe finalmente anunciar, "Los Contenidos a la derecha por el Trono, el No-contenido a la izquierda por el Bar". Los señores entonces votan en los lobbies, como se hace en los Comunes. A diferencia del Orador, el Señor Orador puede votar durante una división; Lo hace desde su asiento en vez de en un vestíbulo. En caso de que los votos sean iguales, se aplicarán los siguientes principios: 
- La legislación permanece sin cambios a menos que haya una mayoría en favor de la enmienda,
- Se permite que la legislación pase a la siguiente etapa a menos que haya una mayoría en favor del rechazo, y
- Todas las demás mociones son rechazadas a menos que haya una mayoría en favor del paso.

El cuórum para las divisiones es tres señores en una votación de procedimiento y treinta señores sobre una cuestión de fondo.

## Estados Unidos
En el Congreso de Estados Unidos, las divisiones se utilizan, pero no de la misma manera que en el Parlamento británico. En el Congreso, los lobbies no se utilizan, y la división no es una determinación final de la pregunta. La votación se realiza primero por votación, como es el caso en el Parlamento. Entonces, cualquier miembro puede exigir una división. Si se exige una división, entonces el Presidente de la Cámara de Representantes (o, más comúnmente, un Representante del partido mayoritario designado por el Presidente para presidir como Presidente pro tempore) o el Presidente del Senado pide a los votantes Yea que suban Y permanecen de pie hasta que se cuentan, y luego pide a los votantes que no hagan lo mismo. Una división es el método menos común de votar en el Senado.
(El Vicepresidente de los Estados Unidos es constitucionalmente designado como Presidente del Senado de los Estados Unidos y el Presidente pro tempore del Senado de los Estados Unidos preside sus sesiones o designa a otro senador para que lo haga cuando el vicepresidente no presida. , Ni el vicepresidente ni el presidente pro tempore presiden, sino que en su lugar el presidente pro tempore nombra a un senador menor del partido mayoritario para presidir). 
Una votación registrada debe tener lugar a petición de una quinta parte de los miembros presentes en virtud de la Sección 5 del Artículo I de la Constitución de los Estados Unidos: "El Sí y el No de los Miembros de cualquiera de las Cámaras sobre cualquier cuestión, De los Presentes, sean inscritos en el Diario. " En el Senado, una votación registrada se lleva a cabo por la llamada del secretario de la lista. En la Cámara, un dispositivo de votación electrónica suele utilizarse para obtener votos registrados, aunque ocasionalmente se realizan llamadas; La Cámara es históricamente demasiado grande para llevar a cabo llamadas regulares (435 miembros contra 100 en el Senado). Al votar para anular un veto presidencial, los yeas y nays se requieren bajo el Artículo I, Sección 7 de la Constitución. 